# 率芒溪
率芒溪又名士文溪，位於台灣南部，為一縣市管河川，幹流長度22.30公里，流域面積89.61平方公里，分佈於屏東縣中部地區，包含枋山鄉北端、枋寮鄉南端、春日鄉南半部及獅子鄉北端。主流發源於標高1,688公尺之大漢山西麓，向西南西流經基基努古、舊古華、埤寮，於保生注入台灣海峽。該溪在清代曾為鳳山縣與恆春縣分界。

## 水系主要河川
- 率芒溪：屏東縣枋山鄉、枋寮鄉、春日鄉、獅子鄉
  - 草山溪：枋山鄉、春日鄉、獅子鄉